# Dasylirion acrotrichum
Dasylirion acrotrichum là một loài thực vật có hoa trong họ Măng tây. Loài này được (Schiede) Zucc. mô tả khoa học đầu tiên năm 1843.

## Hình ảnh

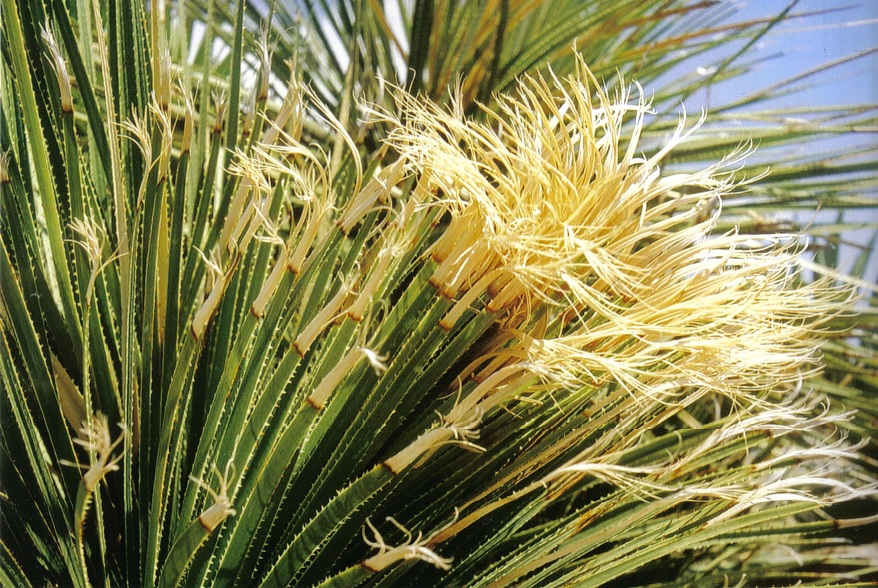
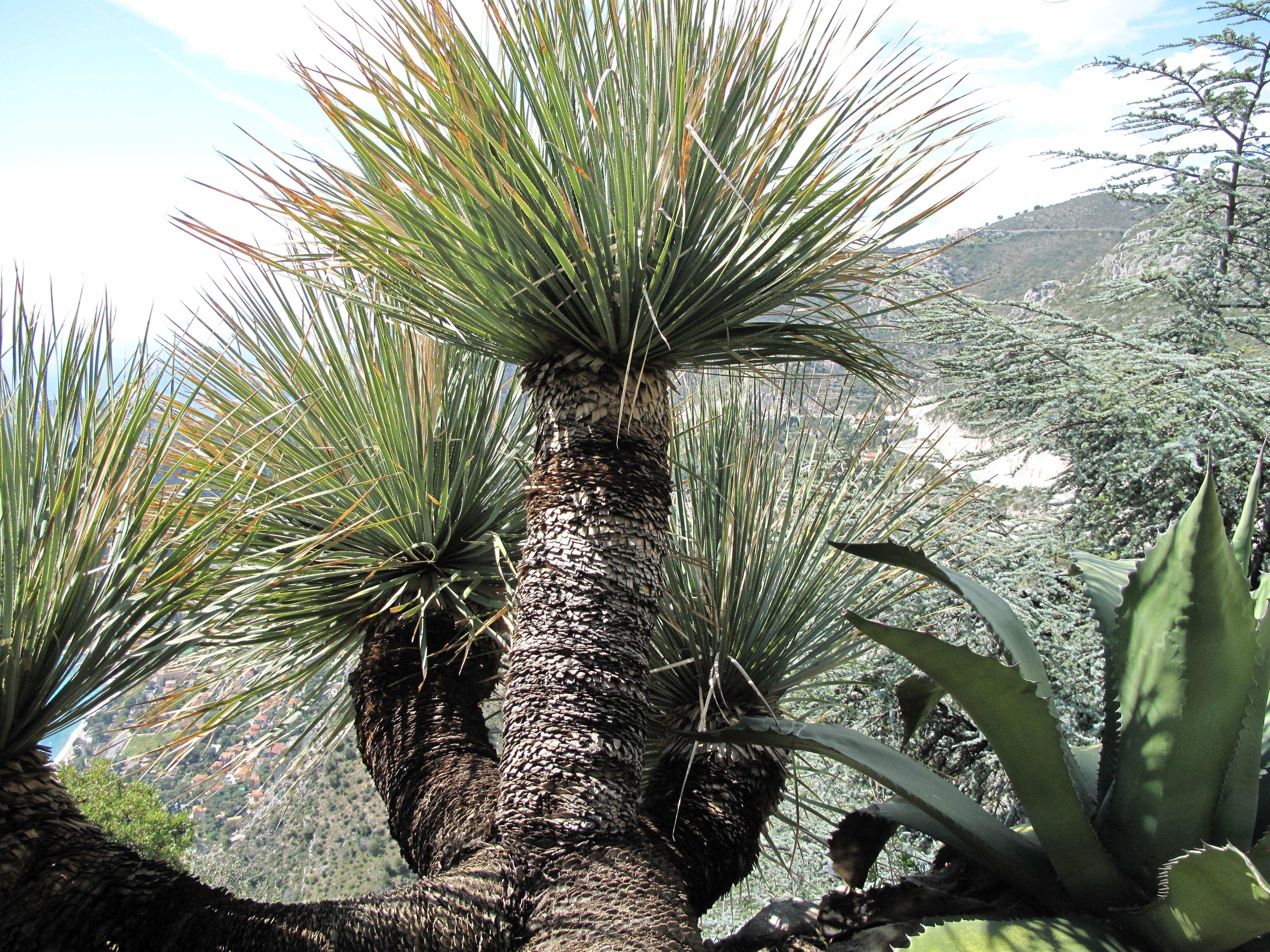
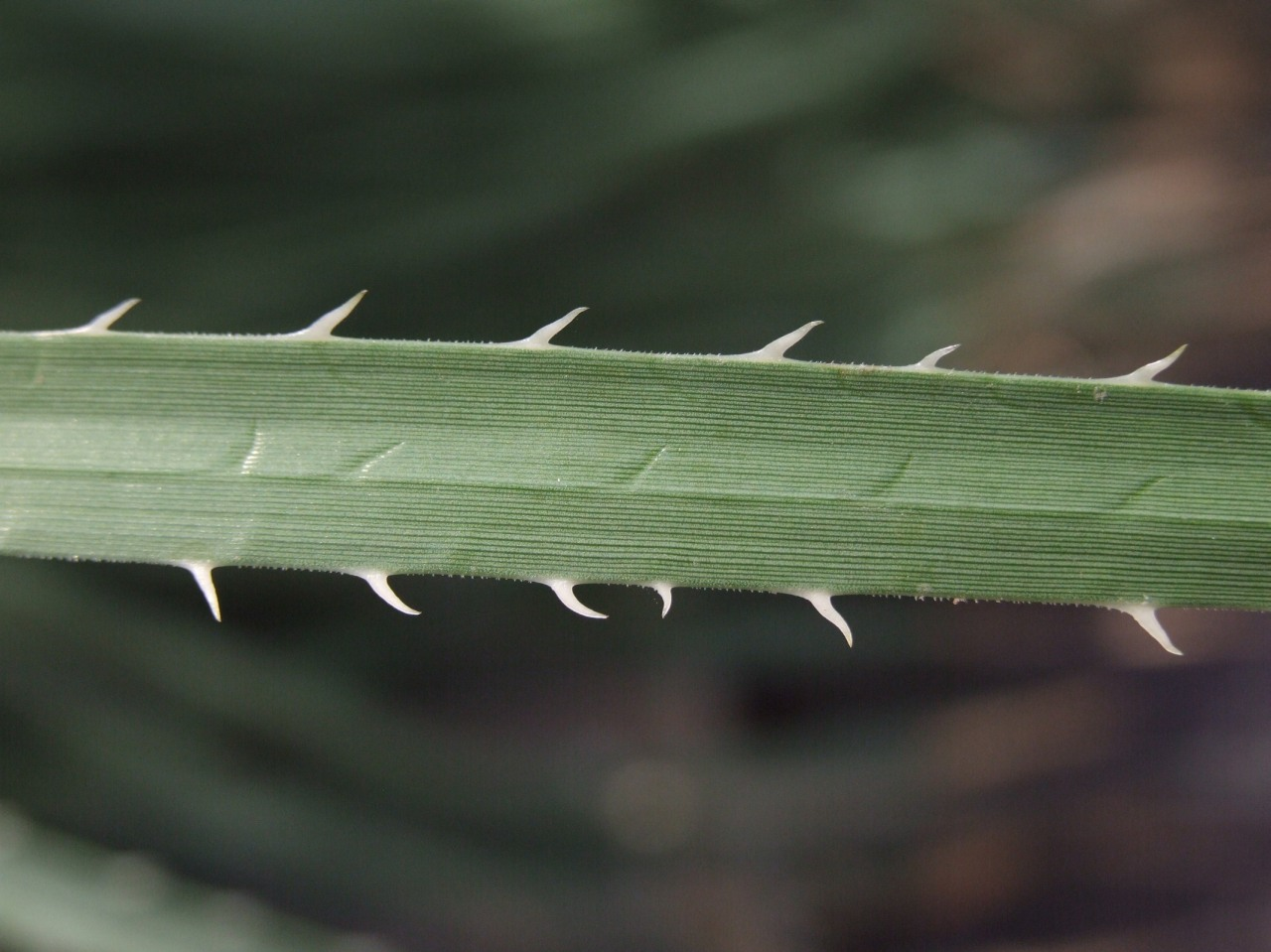
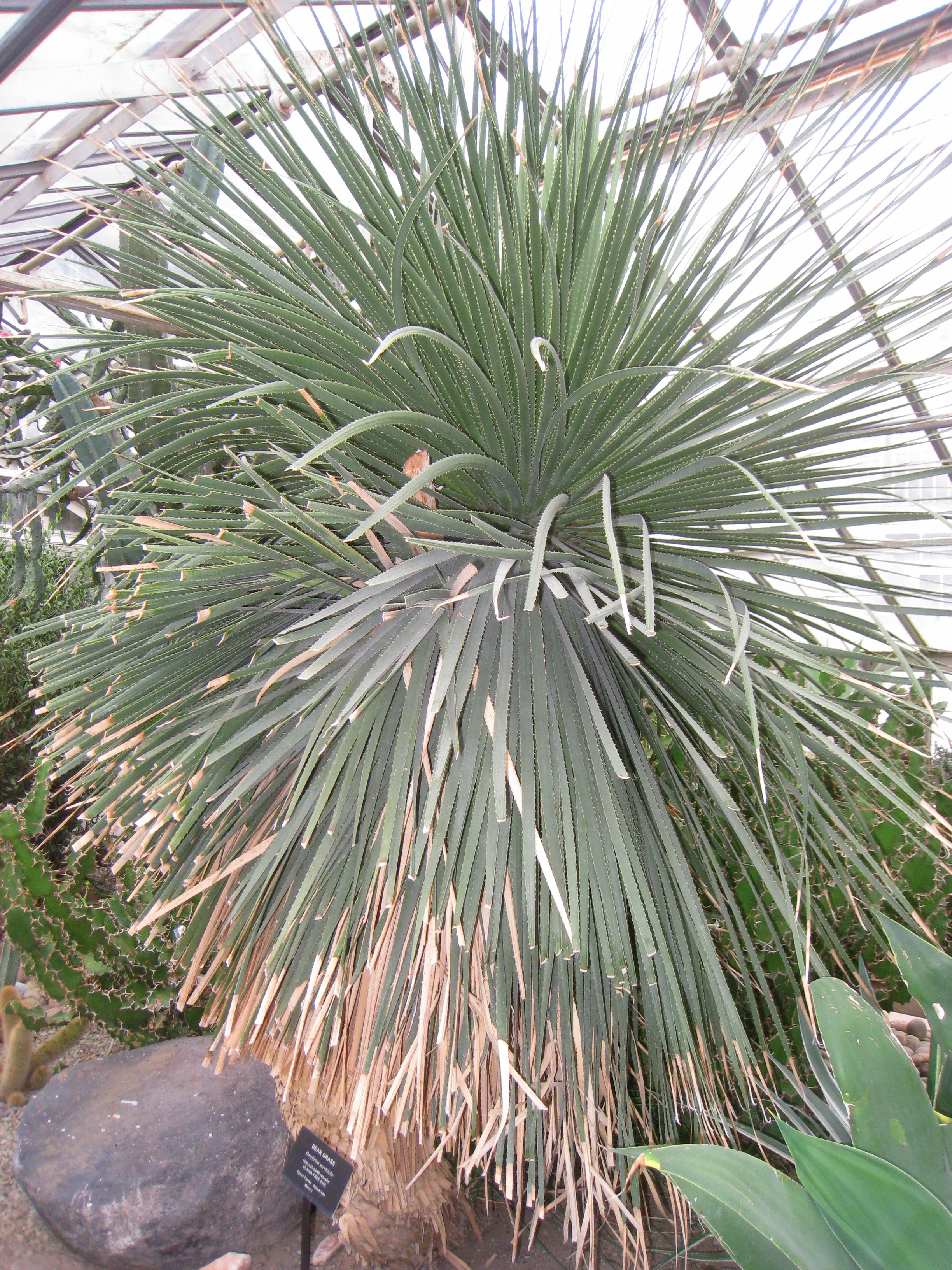